# Waterfall Gully
Waterfall Gully (am. vízmosás vízesés) a dél-ausztrál főváros, Adelaide egyik külső külvárosa, mintegy 5 kilométerre kelet-délkelet irányban az adelaide-i központi üzleti negyedtől. Közigazgatásilag Burnside City helyi önkormányzatához tartozik.

## Földrajza
A külváros a Mount Lofty Ranges hegy lábánál helyezkedik el. Waterfall Gully egy része határos észak felől Burnside külvárosával, keletről a Cleland Természetvédelmi Területtel, amely Greenhill külvárosához tartozik, dél felől szomszédos Crafers Westtel, és nyugatról Leewood Gardens és Mount Osmond található.
Területének nagyobb részén hosszú vízmosások vannak, központjában például a First Creek vízmosásai és a Waterfall Gully út a patak medrével párhuzamosan fut. A vízmosás déli részén a First Falls vízesés található, amelyről a külvárost elnevezték. 

## Történelme
A Waterfull Gully-t övező Mount Lofty Ranges-t legelőször Matthew Flinders kapitány pillantotta meg, 1802-ben. A vízmosásokat nem sokkal Adelaide városának megalapítása után felfedezték és az új kolónia első földmérő tábornoka, William Light ezredes azt mondta, hogy „Úgy döntöttem, Adelaide ott helyezkedjen el, ahová a Waterfull Gully melletti hegyről lehet látni.”
Ennek ellenére a vidék első emberi látogatói már jóval korábban megérkeztek ide, hiszen az őslakosok már mintegy 40.000 évvel korábban megtelepedtek a vidéken, minthogy Flinders kapitány először hajózott volna el Dél-Ausztrália partjainál.

### Néprajztörténete
Az ausztrál mondavilágban Waterfall Gully és a környező Mount Lofty Ranges az ős-teremtő Nganno történetének a része. Átutazóban a Kaurna nép földjén, Nganno megsérült egy csatában, és ahol lefeküdt, hogy meghaljon, ott keletkezett a Mount Lofty Ranges. Nganno fülei formálják a Mount Lofty és a Mount Bonython csúcsait és a területet úgy nevezik, hogy a „fülek helye”. A Great Mount Lofty Parklands neve, Yurrebilla, is erre a kifejezésre vezethető vissza.
Habár Anne Hardy ausztrál néprajzkutató állítása szerint a kaurna népcsoport nem élt fenn a hegyvidéken, azért még a lankásabb vidékein éltek. Egy korai telepes, James Milne Young a szomszédos Beaumont külvárosból, leírja, a helyi Kaurna népcsoportot: „Minden pataknál és vízmosásnál láthatóak az ő kunyhóik, (ausztrál nyelven: wurly, amely gallyakból és fűből épített hagyományos bennszülött otthont jelent), és az éjszakai tüzeik....gyakran 5-600 is van, ahányan letelepedtek különböző helyeken...néhányan a Botanikus kert mögött a folyóparton, néhányan a Ranges irányában, és néhányuk a Waterfall Gully-nál.” Jelenlétük legfőképpen úgy mutatkozott meg, hogy tüzeket gyújtottak a vidék felvásárlói ellen, hogy elhatárolják magukat tőlük, a Torrens folyó és a belefutó kis patakok vidékén, mint amilyen a Waterfall Gully First-patakja.
A Waterfall Gully környéki vidék számtalan régészeti forrást biztosít a terület eredeti lakóiról. A helyi sárgakérgű fa, a kék gumifa (Eucalyptus obliqua) kérgéből téli szállásokat építettek és a kövekből az ősi faanyagokhoz szerszámokat készítettek. Az élelem szintén biztosítva volt számukra, hiszen lepkék lárváit, növényeket és állatokat fogyasztottak. Ennek ellenére a lejtőkön csak néhány forrást találtak a vadászó-gyűjtögető életmóddal kapcsolatban.

### Korai gyarmati idők
Waterfall Gully-t az első európai telepesek a 19. század közepén fedezték fel. Az egyik legkorábbi beszámoló bizonyos „Mr Kent”-től származik, aki Collett Barker kapitánnyal és annak szolgájával, Miles-szal együtt megmászták a Mount Lofty-t 1831-ben. Miközben épp felfelé tartottak a hegyoldalon, a csapat egy – Mr Kent jellemzése szerint – „sima és füves hely”-re érkezett. Anne Hardy úgy véli, ez Waterfall Gully lehetett. Bingham Hutcinson telepes és szolgája, William Burt, akik Baker után megmászták a Mount Lofty-t, többször is sikertelenül próbálkoztak. Az első alkalommal be is járták Water Gully környékét. 1837 júliusában Hutchinson papírra vetett néhány sort az általuk keresztezett vízmosásról. Mint írta, Waterfall Gully megközelítése igen bonyolult, mert a növények vastagon beborítják a vidéket, és komoly akadályt jelentettek számukra az előrejutásban. Már majdnem feladták, amikor Hutchinson így jellemezte helyzetüket: „Kellemesen csalódtam, mikor megpillantottam egy 15-16 lábnyi magas sziklafalat, amely a hegyoldalból kiállt, és annak a tetejéről megláttam a patakot, amelynek látványa hosszú ideig elkísért.” A patak a First Creek volt, és a vízesés, amelyet megfigyeltek, First Falls-ként ismert napjainkban.
Mindennek ellenére mégsem Hutchinson volt az, aki először megpillantotta a First Falls-vízesést. A legelső ismert felfedezése a vízesésnek, egy gyarmatosító által, az John William Adams nevéhez fűződik, aki bevándorló volt, és a H.M.S. Buffalo nevű hajón érkezett 1837 januárjában, és elnevezte a vízesést Adams' Waterfall-nak. Adam azt mondta: „Ott álltunk szemközt a hellyel, ahol most az Eagle on the Hill van, és felmerült a kérdés: Ki lesz az, aki önként lemegy oda, hogy kipróbálja a vizet.”

### Fejlődése
A terület hamarosan turistalátványossággá vált a dél-ausztráliai telepesek körében és rendkívül népszerű volt a piknikezők számára is. 1851-ben Francis Clark azt írta, „Waterfall Gully a legfestményszerűbb piknikezőhely, ahol valaha is jártam”, és az 1860-as évekre a hely Adelaide-szerte ismertté vált. 
A kormány a terület feletti ellenőrzést megtartotta, egészen 1884-ig, amikor is sikerült megegyezniük Burnside város pontos elhelyezkedéséről. A kormány 28 évvel később visszavette Waterfall Gully déli részei felett az irányítást és kijelölte a területet Dél-Ausztrália első szabadidőparkjának. A kormányzati irányítás mind a mai napig fennmaradt, és 1972-ben a Waterfall Gully rezervátumot a Cleland Természetvédelmi területhez csatolták.
Az évek során, ahogy Waterfall Gully lassanként terjeszkedett, már igen korán érdeklődés mutatkozott különféle mezőgazdasági haszonnövények termesztésére, mind a helyi piacokra termelő kertek, mind pedig a kertészetek részéről. A területen megpróbálták a bányászatot is, ám hasztalanul, de a régió ad otthont a szövetségi állam legelső vízimalmának és az 1880-as években duzzasztóművet emeltek, amely Burnside város vízellátását biztosította. Manapság a külváros elsősorban magánrezidenciákból és parkokból áll.